# Färja

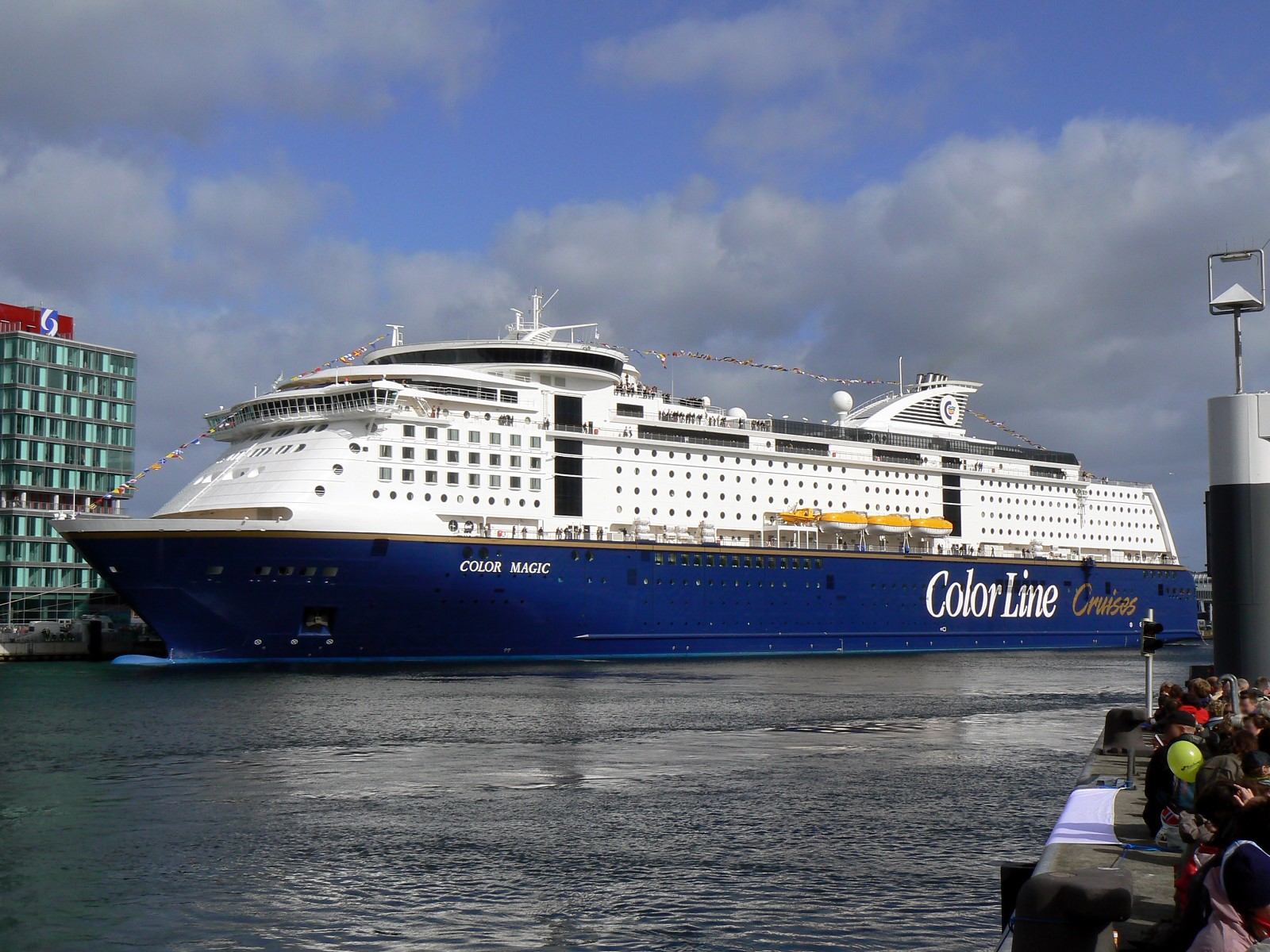
Color Lines M/S Color Magic, byggd i Åbo 2007, är världens största kryssningsfärja.

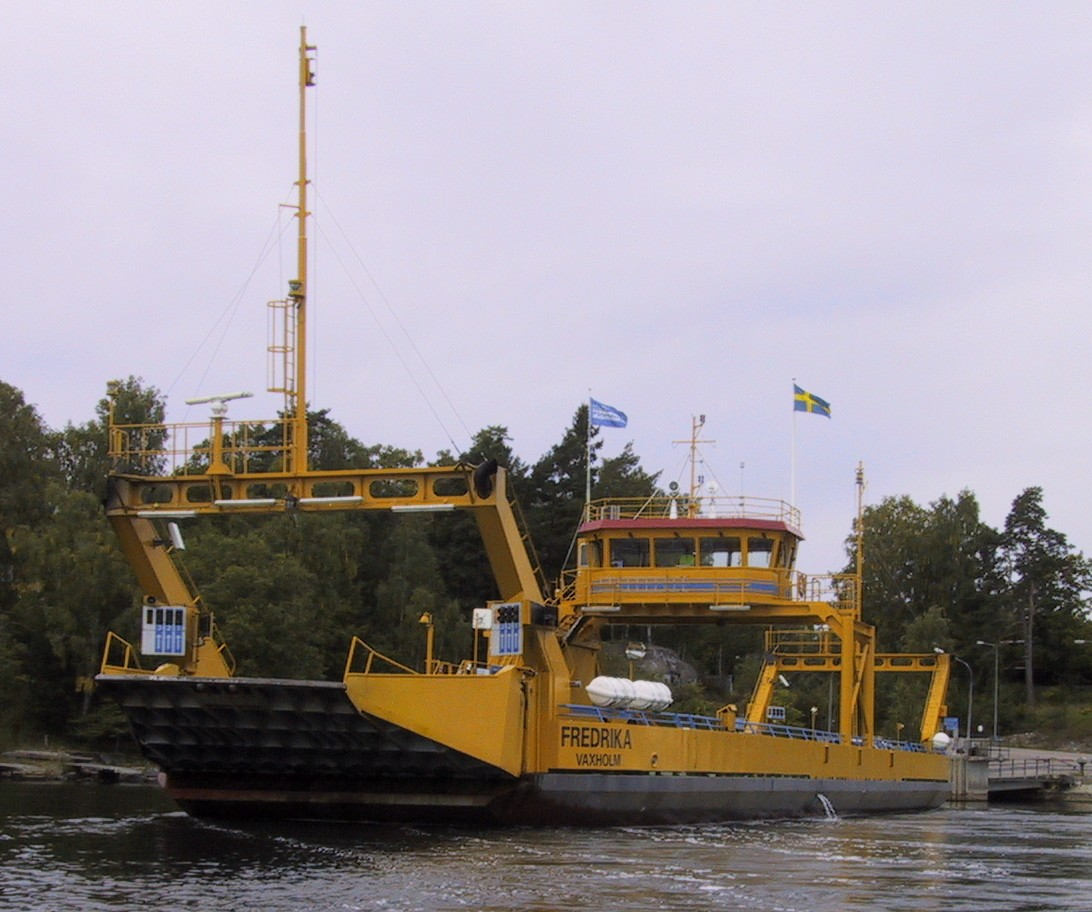
M/S Fredrika vid färjeleden över Oxdjupet, Stockholms skärgård.

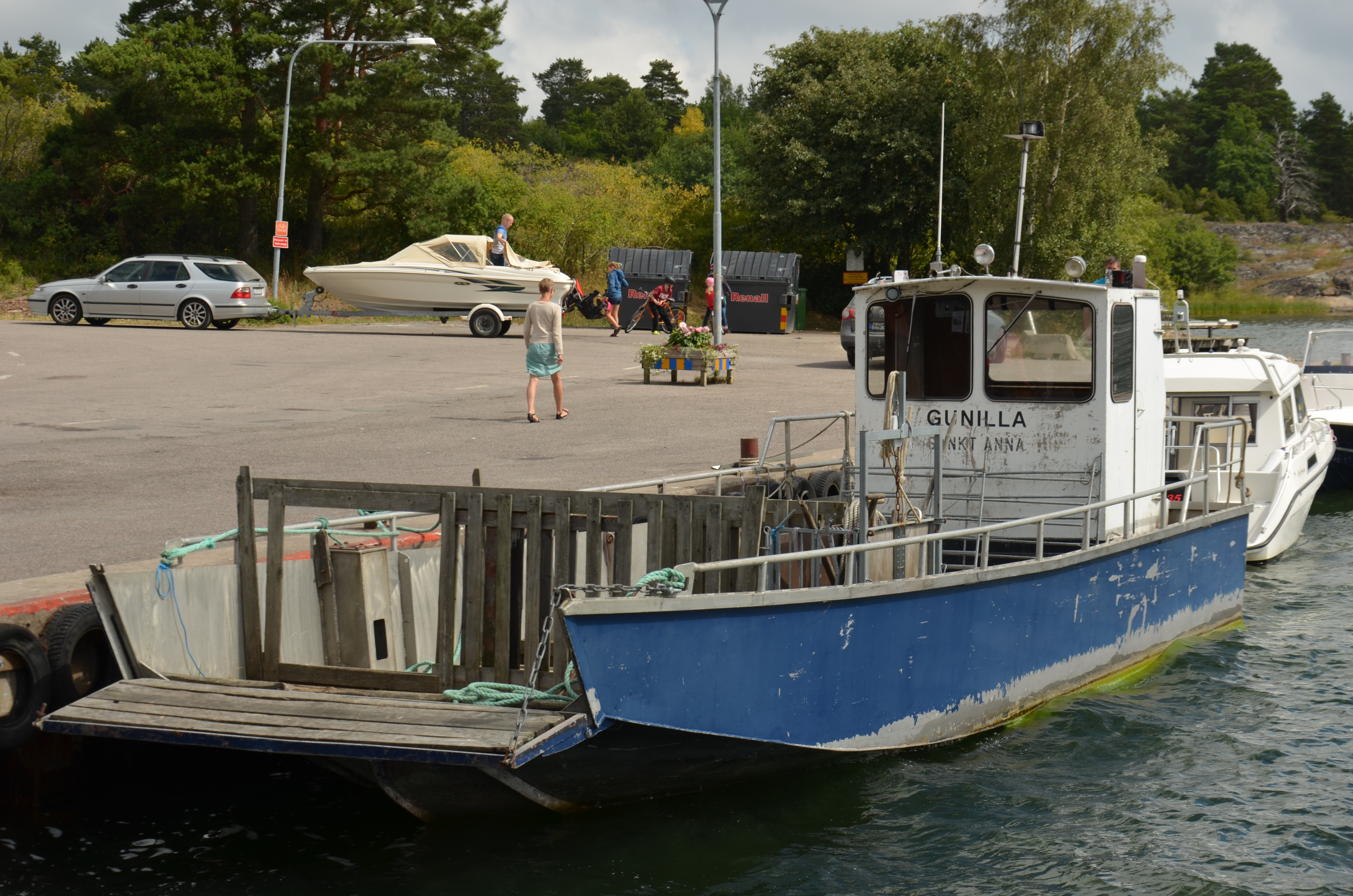
Boskapsfärjan Gunilla i Tyrislöts hamn.

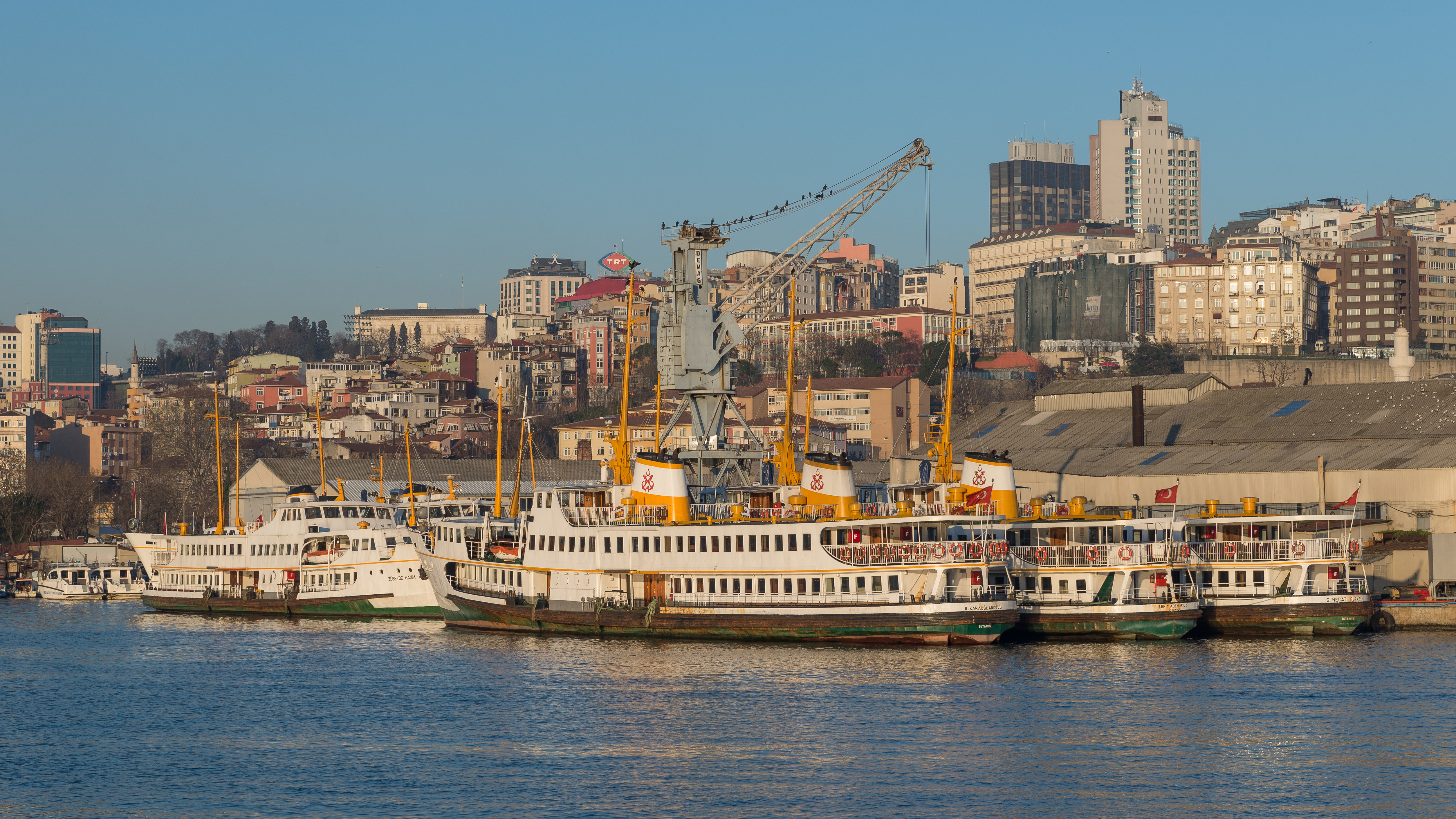
Passagerarfärjor i Istanbul.

En färja är ett fartyg i linjetrafik på en fast bestämd väg över en å, en flod, en sjö eller ett hav. Färjor fraktar fordon och passagerare.

## Färjetyper
Det finns speciella färjor avsedda för bilar och även färjor avsedda för tåg, där ro-ro-teknologi (roll-on/roll-off) används för att bilar och tåg kan köras ombord på färjan. Det finns även ropaxfärja (eller kombifärja) (av ro=roll-on, köra ombord, det vill säga fordon; pax=passagerare) som är en benämning på färjor som kombinerar person- och lasttransport. 
Ofta finns färjor där vattnet utgör ett hinder för fortsatt resa och där väg och järnväg fortsätter på andra sidan. Många färjelinjer har försvunnit då stora broar har ersatt dem. 
Några färjor har brett nöjesutbud ombord. På många medellånga distanser, på rutter som till exempel Trelleborg-Rostock eller Oostende-Ramsgate som normalt tar 5–6 timmar förekommer nattfärjor. Detta innebär en sen avgångstid i kombination med att färjan kör extra långsamt under natten för att spara bränsle och även gör att lastbilschaufförer och andra passagerare kan sova ut bättre inför den fortsatta resan. 
På korta distanser förekommer ofta specialbyggda fartyg som inte behöver vändas och som alltså saknar egentlig för och akter. Detta system används numera av samtliga färjor på rutten Helsingborg–Helsingör.

## Färjornas historia
Ungefär allt sedan människan kunnat frakta sig själv och sina förnödenheter per båt har det funnits vad man skulle kunna kalla färjeleder. Färjor behövdes där vadställen saknades, ofta på grund av att vattendraget var för djupt eller för stort för att kunna bemästras av ett brobygge.

## Färjetrafik i Sverige

### Färjetrafikens historia i Sverige

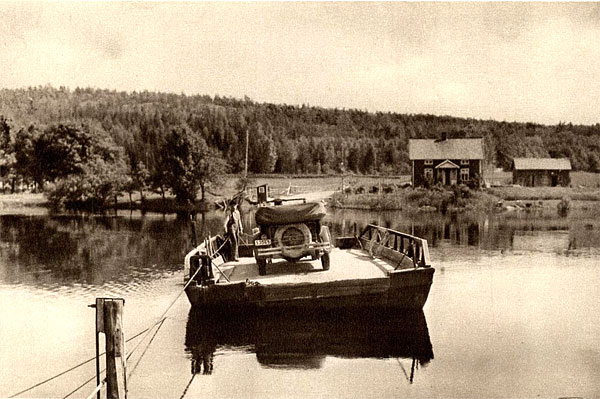
Bilfärja i Norrland på 1920-talet.

Under medeltiden utgick särskilda taxor för att få färdas av en färjekarl. Taxorna varierade, men det var ofta populärare att använda sig av färjan än att behöva gå till lands om möjligheten fanns, eftersom landresor var obekväma och förknippade med risker. Namn som "Pråmhuset" och "Fär-" indikerar ofta att det funnits en färjeled på platsen.
Under 1600-talet uppstod dessutom ett helt nytt kollektiv av färjedrivare. Så kallade "roddarmadamer", som kunde vara gifta eller ogifta kvinnor, drev ofta en slags sjötaxi i skärgårdarna och mellan olika öar i Stockholms stad. Det var likadant vid andra platser i världen som var delade av vattendrag, London hade ett liknande system för färjning längs med Themsen och inte minst Venedig. I Stockholm försvann den sista "roddarmadamen" först 1904. 
1800-talets ökade kommunikationsbehov ledde till att antalet färjeleder över vattendragen sjönk drastiskt. Järnvägsnätets utbyggnad lät sig inte stoppas av forsar, vadställen eller stora vattendrag. Under detta århundrade hade det blivit allt säkrare att färdas till lands, och även på det vanliga vägnätet ökade antalet broar. Ny teknik runt sekelskiftet 1900 som betong och stål gjorde det billigare att bygga en bro än vad det varit hittills. Dessutom slapp man behöva avlöna färjkarlar. Ansvaret för en färjeled var uppdelat på olika härader precis som med vägarna.
1944 förstatligades vägnätet, vilket inkluderade färjelederna. Då fanns 126 stycken i hela Sverige. Efterkrigstidens formidabla bilexplosion har reducerat antalet färjeleder genom bro- och tunnelbyggande och kan förväntas göra det även i framtiden. 2006 fanns det 38 färjeleder kvar i landet. Genom att bygga en bro alternativt en tunnel sjunker driftskostnaderna eftersom man slipper avlöna färjepersonal och underhålla och ibland byta ut fartygen. Det är dock inte alltid populärt att ersätta färjor med broar, den av Vägverket planerade Fårösundsbron stoppades efter våldsamma protester,[källa behövs] liksom bron till Öckerö efter två lokala folkomröstningar.[källa behövs]
Exempel på svenska färjelinjer:

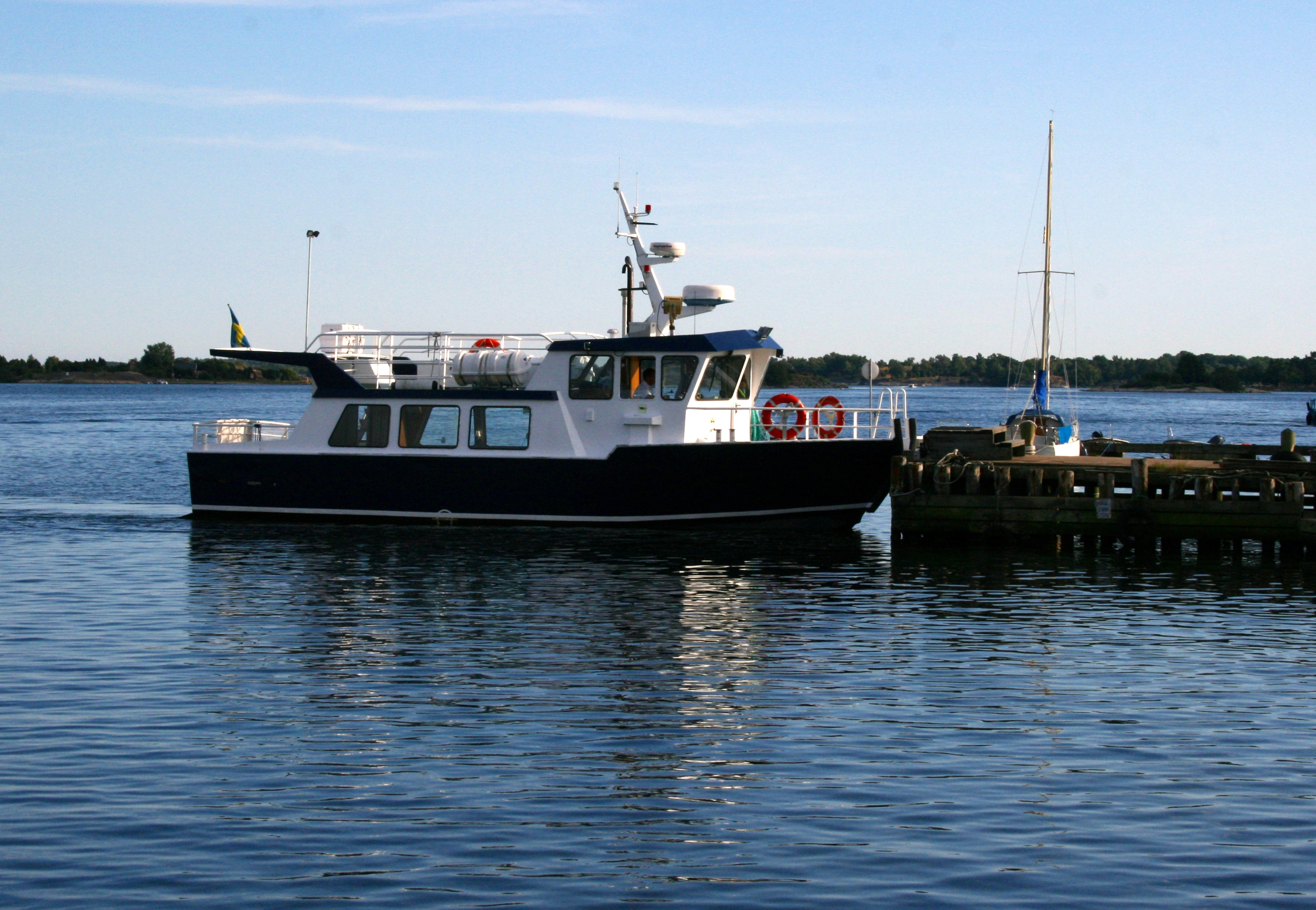
M/F Anemon i Blekinge skärgård

- Mest trafikerade rutt är Helsingborg–Helsingör, som trafikeras fyra gånger per timme av rederiet Öresundslinjen.
- Största lastbilshamn är Trelleborg, med tre rederier och fem rutter till Tyskland och till Polen.
- Trafikverket Färjerederiet driver 38 färjelinjer med 63 motorfordonsfärjor i Sverige.
- Färjetrafiken till Gotland sköts av Destination Gotland på uppdrag av Rikstrafiken, trafiken till Ven av Ven-Trafiken och den till Visingsö av Visingsötrafiken.
- Passagerarfärjetrafiken mellan öarna i Göteborgs södra skärgård och på Göta älv i Göteborg sköts av Styrsöbolaget på uppdrag av Västtrafik.
- Exempel på tidigare färjelinjer över Öresund är den mellan Limhamn söder om Malmö och Dragör i Danmark, vilken ersatts av Öresundsbron och tågfärjelinjen mellan Malmö och Tuborg hamn i Köpenhamn. En motorfordonsfärjerutt mellan Landskrona och Tuborg hamn trafikerades i många år fram till 1980 av Skandinavisk Linjetrafik.

## Färjetrafik i Finland

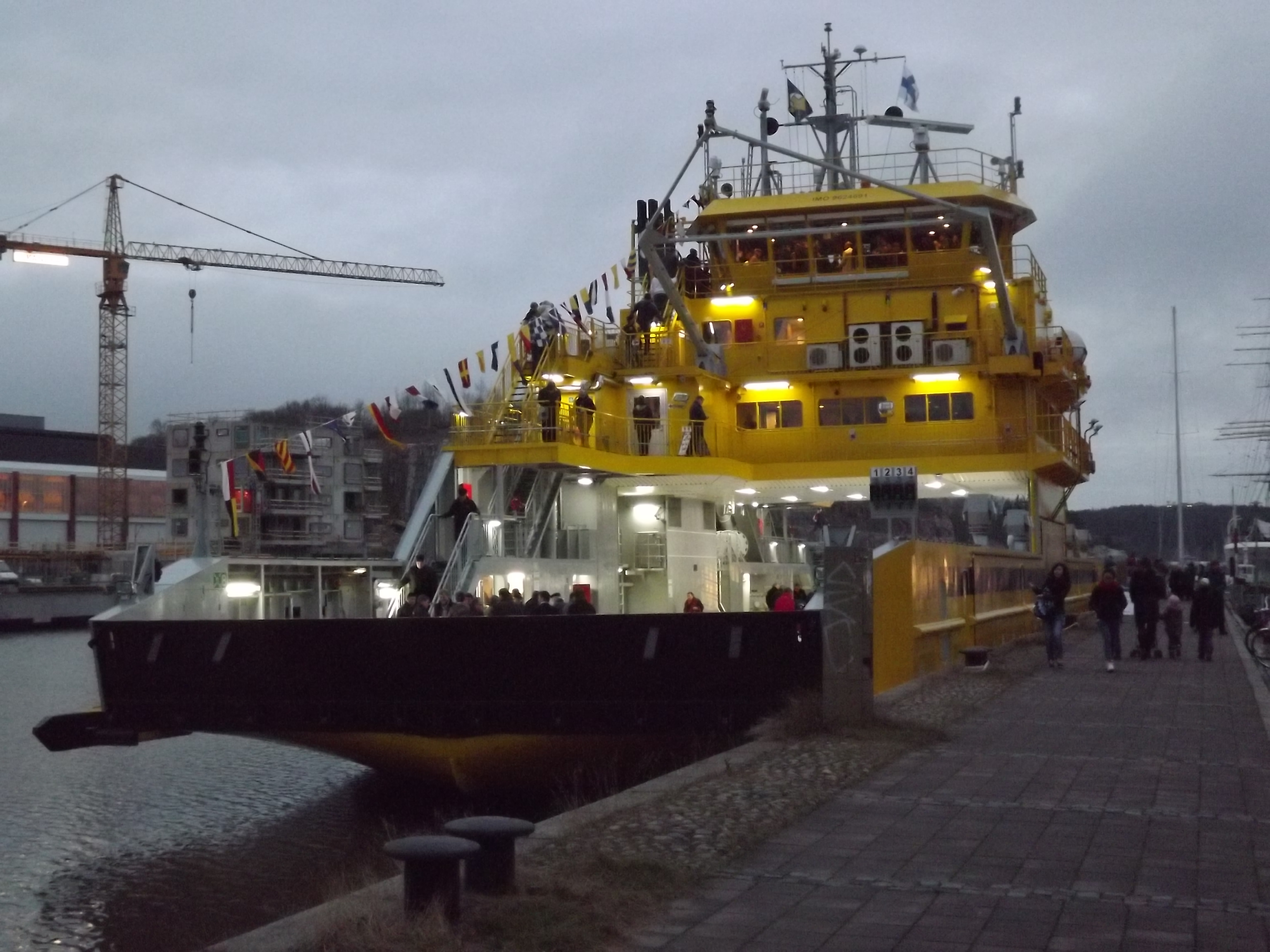
Landsvägsfärjan Stella trafikerar ett fem sjömils pass i Skärgårdshavet.

Närings-, trafik- och miljöcentralen i Egentliga Finland är sedan 2010 ansvarig för landsvägsfärjelinjer i hela Fastlands-Finland, främst i Skärgårdshavet och Insjöfinland, men själva färjorna körs av det statliga bolaget Finlands Färjetrafik (Finferries), som fram till år 2010 var en del av Destia. Färjelinjerna inom Åland sköts av Ålandstrafiken.